# Blennocampa phyllocolpa
Blennocampa phyllocolpa är en stekelart som beskrevs av Viitasaari och Vikberg 1985. Blennocampa phyllocolpa ingår i släktet Blennocampa, och familjen bladsteklar. Arten är reproducerande i Sverige.